# Polygala chiapensis
Polygala chiapensis är en jungfrulinsväxtart som beskrevs av Joseph Blake. Polygala chiapensis ingår i släktet jungfrulinssläktet, och familjen jungfrulinsväxter. Inga underarter finns listade i Catalogue of Life.